# Time S-T-R-E-T-C-H
Time S-t-r-e-t-c-h – album Space Tribe wydany w 2004 roku przez Spiritzone.
- Styl: Psychedelic Trance/Goa Trance
- Data wydania: 25 lutego 2004
- Czas trwania: 61:31

## Zawartość albumu
1. Infinity and Beyond
2. All Reality Is Virtual
3. Timestretch
4. Giants
5. See the Light (Remix)
6. Reverse Time
7. Alternate Future (Remix)
8. Nothing Is Impossible